# Rienzi
Rienzi, der letzte der Tribunen ist eine große tragische Oper in fünf Akten mit sechzehn Nummern von Richard Wagner. Sie wurde am 20. Oktober 1842 im Königlich Sächsischen Hoftheater in Dresden uraufgeführt. Auch das Libretto (nach dem gleichnamigen Roman von Edward Bulwer-Lytton) stammt, wie bei allen Opern Wagners, vom Komponisten. Die Oper handelt in freien Zügen vom Leben des spätmittelalterlichen römischen Staatsmanns und Volkstribuns Cola di Rienzo (1313–1354).

## Inhalt

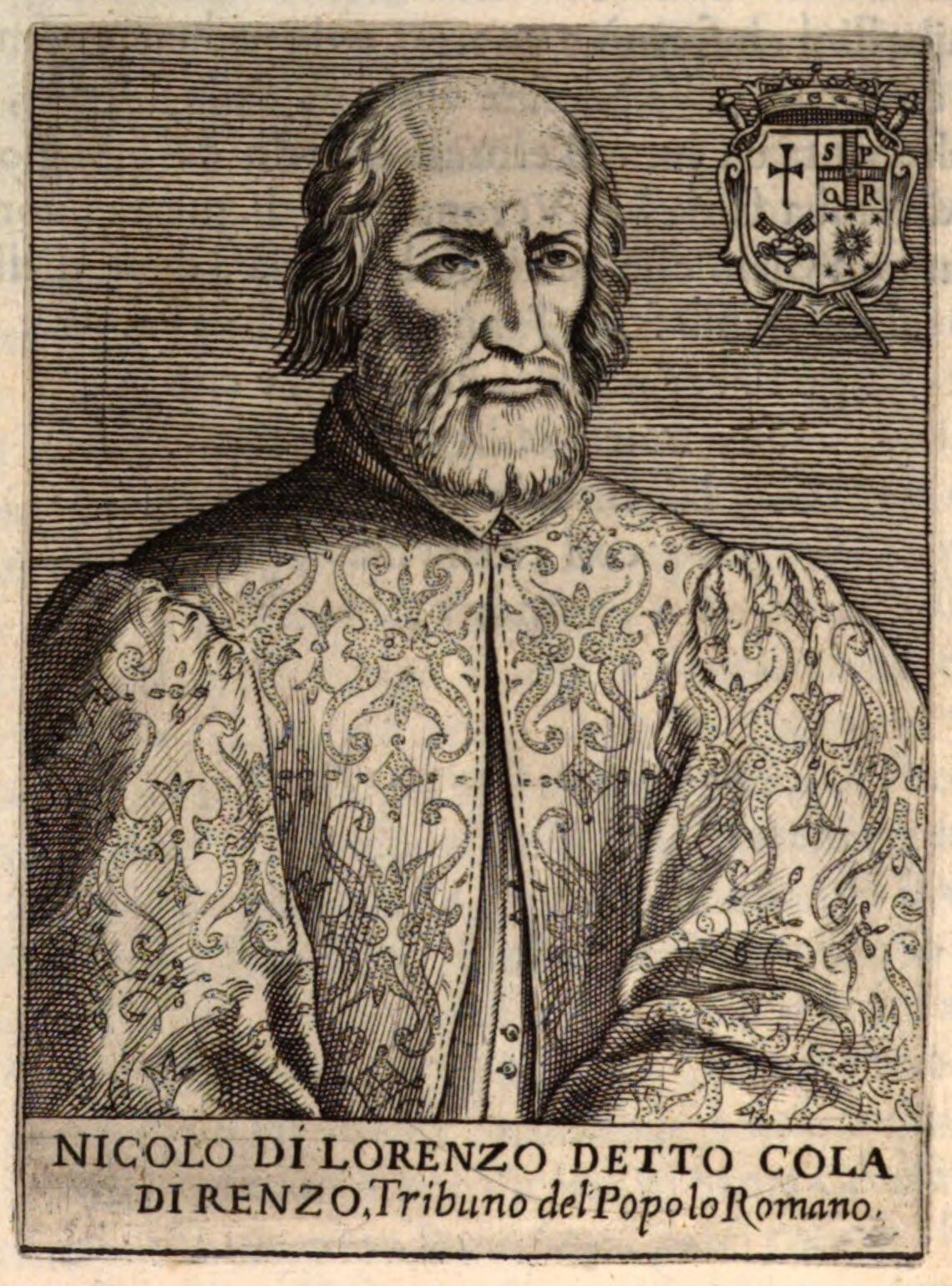
Cola di Rienzo (1313–1354), Stich von 1646.

Die Oper schildert, auf einen Zeitraum von fünf auseinanderliegenden Tagen verdichtet, heroisierend und verklärend das Leben des Cola di Rienzo, hier genannt Rienzi. Rienzi stellt sich entschlossen gegen den Terror, den die verfeindeten Adelsfamilien Orsini und Colonna in Rom Tag für Tag über das einfache Volk verbreiten, und gewinnt die Bürgerschaft für einen Aufstand gegen sie. Schon bald kann Rienzi eine freiheitliche Verfassung in Rom installieren, mit ihm als „Volkstribun“ an der Spitze. Auch die Geistlichkeit, ein Kardinal an ihrer Spitze, steht auf seiner Seite. (Erster Akt)
Doch die Nobili geben keine Ruhe. Nachdem sie sich vorerst zurückgezogen haben, planen sie die Invasion und neuerliche Inbesitznahme Roms. Ein von ihnen auf Rienzi bei einem großen Fest verübtes Attentat scheitert, doch der Tribun begnadigt sie, zum Unwillen des Volkes. (Zweiter Akt)
Trotz ihrer Begnadigung sind die Nobili aus Rom geflohen und ziehen mit einer Armee gegen die Stadt. Rienzi wiederum ist jetzt entschlossen, mit seinen Gegnern abzurechnen, und führt die Plebejer in die Schlacht. Die Plebejer besiegen die Nobili, deren Anführer, Orsini und Colonna, fallen. Rienzi wird als Sieger gefeiert, doch hat er nunmehr einen neuen, inneren Feind: Adriano di Colonna, den Verehrer seiner Schwester Irene, der zuerst auf Seiten des Volkes stand, jetzt aber entschlossen ist, den Tod seines Vaters an Rienzi zu rächen. (Dritter Akt)
Adriano hetzt die Plebejer durch eine Intrige gegen Rienzi auf. Auch der Kardinal steht jetzt gegen den Tribun und verwehrt ihm das nach einem Sieg obligatorische Tedeum. Adriano sagt sich offen von Rienzi los. (Vierter Akt)
Rienzi fleht den Segen Gottes für seine Herrschaft herab. Er erkennt die Verlorenheit seiner Lage; nur Irene, seine Schwester, hält noch zu ihm. Adriano unternimmt einen letzten Versuch, Irene, die er noch immer liebt, auf seine Seite zu ziehen – indessen vergeblich. Es kommt zum Volksaufstand gegen Rienzi: Die Plebejer selbst setzen das Kapitol in Brand, wo der Tribun residiert, Rienzi und Irene gehen stolz und von allen verlassen unter. Auch Adriano, der von Irene nicht hat lassen können, stirbt in den Flammen. (Fünfter Akt)
Die Handlung spielt zeitlich zwischen 1347 und 1354. Ort ist durchgehend Rom.

## Handlung

### Erster Akt
Nr. 1

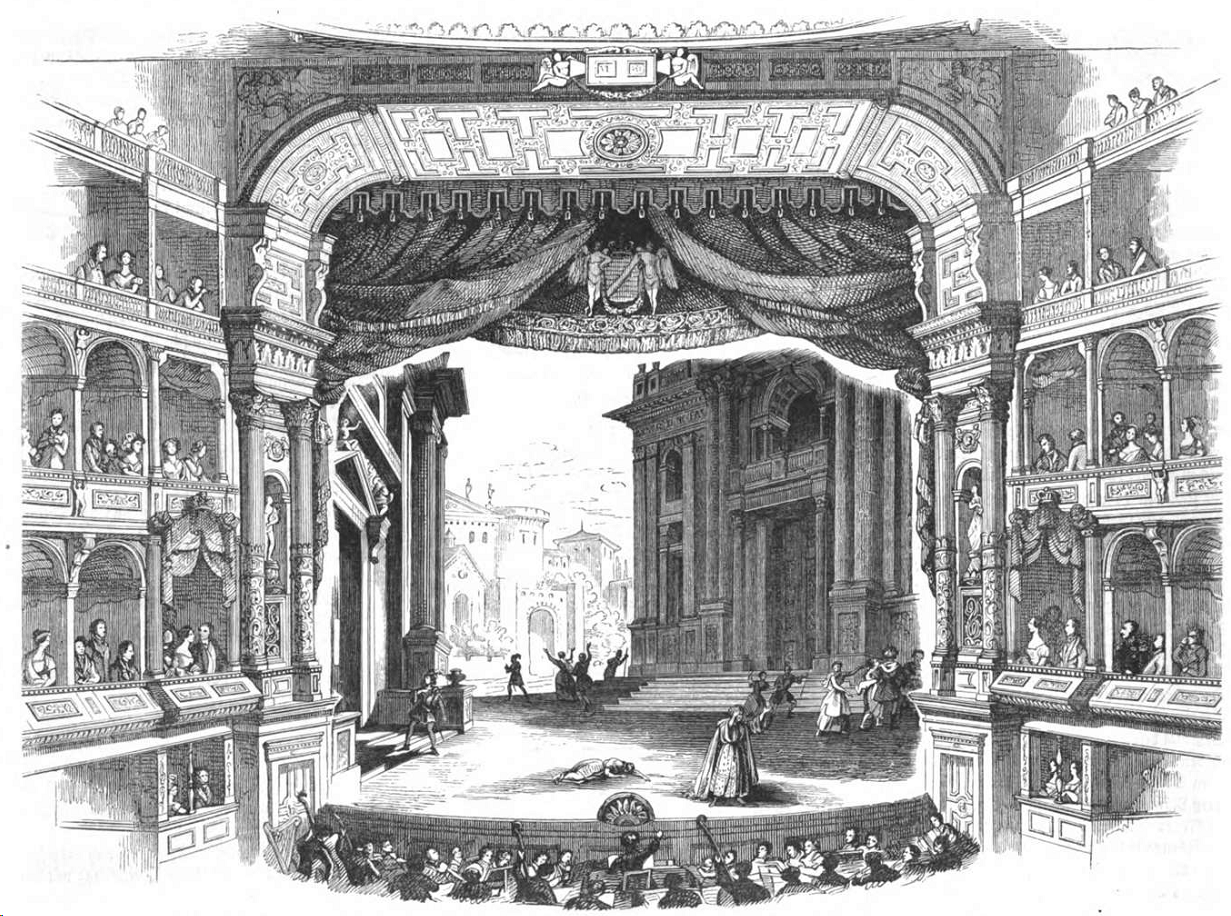
Uraufführung des Rienzi am Königlichen Hoftheater in Dresden am 20. Oktober 1842. Rienzi sang Joseph Tichatschek, Adriano Wilhelmine Schröder-Devrient

Die Familien Orsini und Colonna liefern sich in den Straßen Roms, vor dem Lateran, eine Straßenschlacht um ein Bürgermädchen, Irene, um sie zu entführen. Der Sohn Colonnas, Adriano, stellt sich schützend vor sie. Der Kardinal erscheint und gebietet Ruhe, wird aber von den streitenden Parteien verhöhnt („Herr Kardinal, geht in die Kirche und lasst die Straße jetzt für uns“). Rienzi tritt auf, schlagartig erstirbt der Tumult. Er tadelt die Nobili als die Zerstörer Roms, die es seiner alten Größe beraubt hätten, das Volk schikanierten und die Kirche verachteten:
Dies ist Euer Handwerk,

Daran erkenn' ich euch!
Er wendet sich zu den umstehenden Bürgern, die von ihm die Rettung vor den Nobili erwarten („Wann endlich machst du Ernst, Rienzi, und brichst der Übermüt’gen Macht?“). Rienzi verspricht ihnen das baldige Ende des Terrors durch die Adligen. Er fragt den Kardinal um Unterstützung („Kann fest ich auf die heil’ge Kirche bau’n?“), die ihm dieser zusagt. Dann spricht er zum Volk:
Doch höret ihr der Trompete Ruf

in langgehaltnem Klang ertönen,

dann wachet auf, eilet all’ herbei,

Freiheit verkünd’ ich Romas Söhnen!

Doch würdig, ohne Raserei

zeig’ jeder, dass er Römer sei;

willkommen nennet so den Tag,

er räche euch und eure Schmach!
Die Nobili verlassen unterdessen die Stadt. Das Volk fühlt sich durch Rienzi ermutigt und schickt sich an, die Adelsherrschaft abzuschütteln.
Nr. 2

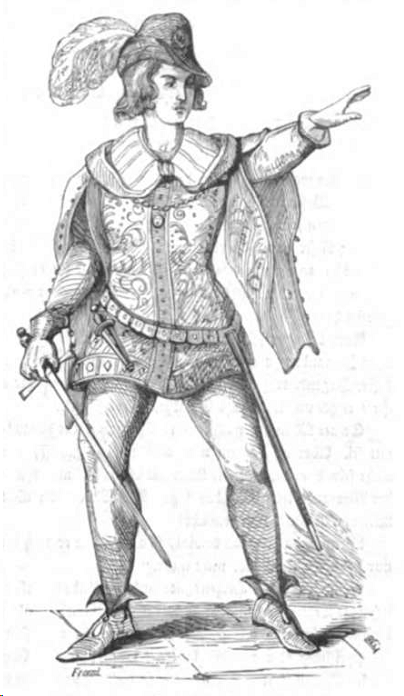
Wilhelmine Schröder-Devrient als Adriano (1842)

Die Nobili haben das Feld geräumt. Rienzi tritt auf Adriano und Irene zu und fragt verwundert:
Adriano du?

Wie, ein Colonna beschützt ein Mädchen vor Entehrung?
Rienzi erkennt, dass Adriano kein Nobile wie die anderen ist. Dieser wiederum, der in Irene verliebt ist und dessen Liebe von ihr bald erwidert wird, findet Rienzi ebenfalls sympathisch. Er erläutert ihm seine Pläne für ein neues, gerechtes Rom:
Rom mach’ ich groß und frei,

aus seinem Schlaf weck’ ich es auf;

und jeden, den im Staub du siehst,

mach’ ich zum freien Bürger Roms!
Adriano prallt zunächst zurück, da er weiß, dass ein Umsturz seine Standesgenossen die Herrschaft und seine Verwandten womöglich das Leben kosten wird:
Entsetzlicher, durch unser Blut!

Rienzi, wir haben nichts gemein.
Nun hält Rienzi Adriano die Ermordung seines kleinen Bruders vor vielen Jahren vor, die ein Colonna begangen hatte. Er beschwört Blutschuld und Pflicht zur Vergeltung:
Weh dem, der ein verwandtes Blut zu rächen hat!
Adriano ist ehrlich bestürzt und erschüttert. Er fragt, wie er „die Schmach sühnen“ könne; Rienzi bietet ihm seine Freundschaft an und fordert ihn auf, sich seiner Freiheitsbewegung anzuschließen („Adriano, sei mein! Sei ein Römer“), und Adriano sagt schließlich ja. Die Szene endet in einem jubilierenden Terzett („Noch schlägt in meiner Brust ein treues Römerherz“).
Nr. 3
Adriano und Irene sind allein. Sie gestehen einander ihre Liebe, aber auch ihre Vorbehalte: diese wegen der Gräuel der Nobili; jener wegen des bevorstehenden Aufstandes, der seine Familie am meisten treffen wird. Hiergegen beschwören sie in einem schwungvollen Duett die Macht der Liebe („Bräch’ auch die Welt zusammen“). Da erklingt von fern dreimal ein helles Trompetensignal.
Nr. 4

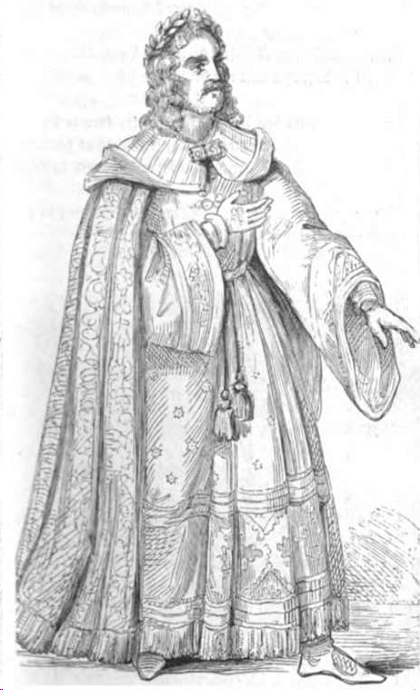
Josef Tichatschek als Cola Rienzi (1842)

Der Aufstand beginnt. Per Teichoskopie, aus der Perspektive Adrianos und Irenes, erfährt der Zuschauer vom Kampf und Sieg der Volkspartei. Rienzi und die Seinen knien nieder zum Dankgebet, eine Orgel ertönt. Dann beginnt das Siegesfest. Rienzi erklärt die Grundzüge der neuen Verfassung:
Die Freiheit Roms sei das Gesetz,

ihr untertan sei jeder Römer;

bestraft sei streng Gewalt und Raub

und jeder Räuber Romas Feind!
Das Volk jubelt und dankt Rienzi für die Befreiung. Einer der führenden Plebejer, Cecco, will Rienzi zum König ausrufen. Rienzi wehrt im Stile der alten Römer ab und nimmt stattdessen die Würde des Volkstribuns an:
Nicht also! Frei wollt’ ich euch haben!

Die heil’ge Kirche herrsche hier,

Gesetze gebe ein Senat.

Doch wählet ihr zum Schützer mich

der Rechte, die dem Volk erkannt,

so blickt auf eure Ahnen

und nennt mich euren Volkstribun!
Der Akt beschließt mit rasender Zustimmung für Rienzi und Siegestaumel. Vorhang.

### Zweiter Akt
Nr. 5

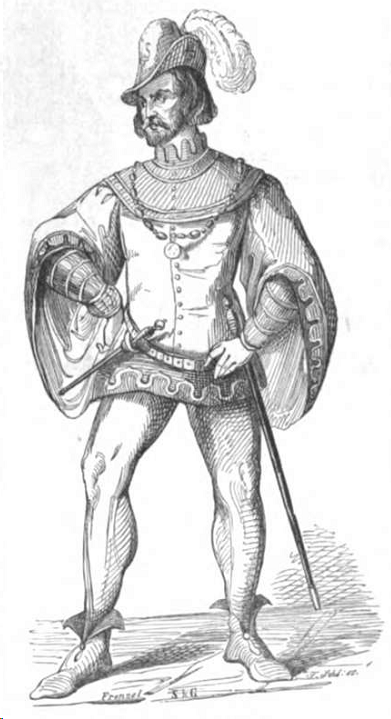
Johann Michael Wächter als Orsini (1842)

Rienzi, der neue Volkstribun, und seine beiden Mitstreiter Cecco und Baroncelli nehmen die Meldung der „Friedensboten“ entgegen, die die Kunde vom Ende des Terrors in Rom in ganz Italien verbreitet haben. Dann treten die Führer der Nobili auf, Orsini und Colonna. Sie geloben, Frieden zu halten und sich der neuen Gewalt zu unterwerfen („Rienzi, nimm des Friedens Gruß!“).
Nr. 6
Die Nobili unter sich. Sie denken in Wahrheit nicht daran, sich Rienzi zu beugen, und planen einen Umsturz, der die alte Ordnung wiederherstellen soll. Sie wollen ihr eigenes Heer von außen an die Stadt heranführen und gleichzeitig Rienzi beim bevorstehenden Friedensfest ermorden. Allein Adriano, der in ihre Pläne mit eingeweiht wird, widerspricht ihnen und stürzt entsetzt davon.
Nr. 7
Das große Friedensfest. Gesandtschaften aus ganz Italien treffen feierlich in Rom ein, wo das Volk, Rienzi mit dem Senat und den Nobili an der Spitze, sie erwartet. Eine große Pantomime wird aufgeführt, zu der, in Anlehnung an das für die Grand Opéra typische Ballett, tänzerische Rhythmen erklingen.
Die Pantomime stellt die Geschichte der Lucretia aus der altrömischen Geschichte dar: ihre Entehrung durch arrogante Patrizier, die Rache durch die Plebejer, schließlich den Sturz von König Tarquinius und die Errichtung der Römischen Republik. Auf ihrem Höhepunkt verübt der alte Orsini, in unmittelbarer Nähe zum Tribunen, ein Attentat auf Rienzi; Adriano will ihn aufhalten, kann aber den Stoß nicht abfangen. Rienzi bleibt dennoch unverletzt: Er hatte vorsorglich ein Panzerhemd unter seinem Gewand getragen, das den Dolch abgewehrt hatte.
Es kommt zum Tumult. Das Volk rast und fordert den Tod der Nobili, die sofort nach dem missglückten Attentat entwaffnet wurden. Rienzi will sie zuerst zum Tode verurteilen; doch Irene und Adriano dringen in ihn und flehen um Gnade. Da entschließt sich der Tribun zur Begnadigung der Nobili. Das Volk ist darüber empört, akzeptiert aber seinen Entschluss. Vorhang.

### Dritter Akt
Nr. 8
Rienzi, Cecco und Baroncelli auf dem Forum Romanum. Im Hintergrund tobt das Volk, die Sturmglocken läuten. Offenbar sind die Nobili nachts zuvor aus Rom geflohen und ziehen mit einer Streitmacht gegen die Stadt. Die Begnadigung durch Rienzi konnte ihren Hass gegen den Emporkömmling, der ihnen ihre Macht genommen hat, nicht mildern. Auch Rienzi entschließt sich nunmehr zum Kampf und ruft das Volk enthusiastisch dazu auf:
Ihr Römer, auf, greift zu den Waffen,

Zum Kampfe eile jeder Mann!

Der Gott, der Roma neu erschaffen,

führt euch durch seinen Streiter an.

Lasst eure neuen Fahnen wallen,

und kämpfet froh für ihre Ehre;

den Schlachtruf lasset laut erschallen:

Santo Spirito Cavaliere!
Nr. 9
Adriano allein. Er begreift die Ausweglosigkeit seiner Situation: hier die Familie, zu der er gehört; dort Rienzi und Irene, die er liebt. Vorläufig gibt er die Hoffnung nicht auf und beschwört eine unblutige Lösung des Konflikts („Versöhnung sei mein heilig Amt!“).
Nr. 10

Der Trompetenruf …

… und das Marschthema aus der Ouvertüre, die beide im Dritten Akt wieder auftauchen.

Die große Schlacht zwischen Plebejern und Nobili. Vergeblich bittet Adriano Rienzi um Schonung für seinen Vater und seine Brüder, die gegen Rom marschiert sind und jetzt vor den Stadttoren stehen. Auf der Szene sieht man Frauenchöre, die für den Sieg beten, dahinter hört man Kampflieder der Plebejer, die am Ende siegreich sind. Eine markige Marschmelodie verkündet eindringlich den Triumph über die Nobili („Hört ihr den Gesang? Das ist der Römer Siegeslied!“). Dem folgen minutenlange Trauergesänge, denn die Schlacht hat auch unter den Plebejern viele Opfer gefordert. Auf tritt schließlich Rienzi und verkündet den Sieg („Heil, Roma, dir! Du hast gesiegt!“) und zugleich den Tod der Anführer des Nobiliheeres:
Colonna und Orsini sind nicht mehr!
Im Hintergrund hört man einen Schmerzensschrei: Adriano ist am Leichnam seines toten Vaters niedergestürzt. Jetzt beschwört er Rienzis Blutschuld und wiederholt dessen Worte aus dem I. Akt:
Weh dem, der ein verwandtes Blut zu rächen hat!
Dann beklagt er gegenüber Irene das grausame Schicksal, das sich ihrer gemeinsamen Liebe entgegenstellt:
Irene, fluche dem Geschick,

gemordet hat es unsre Liebe!
Rienzi wehrt hektisch ab und gibt, vom Kampf erschöpft und nervös, das Zeichen zum Beginn der Siegesfeier. Pathetischer Schlusschor in triumphaler Stimmung. Vorhang.

### Vierter Akt
Nr. 11

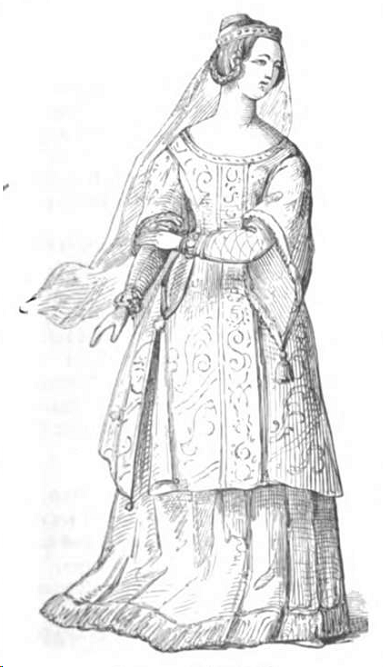
Henriette Wüst als Irene (1842)

Cecco und Baroncelli treffen vor dem Lateran auf eine Schar von Bürgern, die sich dort zusammenrotten. Auf die Frage, wer sie geschickt habe, antworten sie: „Er war vermummt, unkenntlich uns.“ Sie berichten, dass der deutsche Kaiser seinen Gesandten aus Rom abberufen habe; auch bei anderen Mächten stehe das neue Rom unter Rienzis Führung in Misskredit. Man rätselt über Rienzis Beweggründe, die Nobili nach dem Attentat (im Zweiten Akt) vorerst zu begnadigen, anstatt sie gleich abzuurteilen. Denn nur diese Milde hatte schließlich zu der großen Schlacht geführt, in der zwar die Anführer der Nobili, aber auch viele Plebejer gefallen waren.
Schließlich verdächtigen sie Rienzi geheimer Machenschaften mit den Nobili. „Um den Preis dieser Begnadigung“, so vermutet Baroncelli, habe der ehrgeizige Rienzi die Zustimmung des alten Colonna zur Vermählung Adrianos mit Irene sich erkaufen wollen. In Wahrheit gehe es dem Tribunen gar nicht um Rom und sein Volk, sondern um seinen persönlichen Aufstieg. Auf die Frage nach einem Zeugen für diese Behauptung meldet sich ein Vermummter – eben der, der die Römer zum Lateranplatz hatte kommen heißen – und gibt sich zu erkennen: Es ist Adriano. Mit Cecco, Baroncelli und den anwesenden Plebejern steht er jetzt gegen Rienzi und plant seinen Sturz.
Nr. 12
Während die Verschwörer zusammenstehen, naht sich eine Abordnung der Stadt mit Rienzi und Irene an der Spitze. Rienzi fragt die Verschwörer, warum sie nicht an der Friedensfeier teilnehmen, und erhält eine ausweichende Antwort. Aus der Laterankirche dringt feierlicher Gesang, der Rienzis Feinde unsicher werden lässt („Die Kirche für Rienzi?“). Doch als Rienzi mit Irene und seiner Entourage die Kirche betreten will, um ein Tedeum abzuhalten, ertönt aus deren Innerem plötzlich Grabgesang, der ihn entsetzt zurückprallen lässt:
Vae! Vae tibi maledicto!

Iam te iustus ense stricto

vindex manet angelus!
Der Kardinal, nunmehr nicht mehr auf Rienzis Seite, verwehrt ihm mit seinen Mönchen den Zutritt zur Kirche:
Zurück! Dem Reinen nur

erschließt die Kirche sich!
Rienzi erkennt, dass seine politische Lage immer ernster wird. Adriano sagt sich offen von ihm los, während Irene, zwischen beiden Männern hin- und hergerissen, sich für den Bruder entscheidet. Vorhang.

### Fünfter Akt
Nr. 13

„Allmächt’ger Vater, blick herab!“ Rienzis Gebet zu Beginn des Fünften Akts

Die Musik eröffnet mit der gleichen Fanfare wie die Ouvertüre. Rienzi im Kapitol, seinem Amtssitz. Er kniet vor einem Hausaltar und singt das berühmte Gebet („Allmächt’ger Vater, blick herab!“)
Nr. 14
Irene tritt auf. Sie ist als Einzige ihrem Bruder noch treu geblieben, leidet aber darunter, Adriano entsagt zu haben. Rienzi könne dies wohl nicht verstehen, denn: „Du hast ja nie geliebt.“ Woraufhin der ledige Rienzi entgegnet, eine Liebe habe er schon gehabt, heiß und inbrünstig: jene nämlich zu Rom. Irene bekennt sich endlich voll zu ihrem Bruder („Ich lass dich nie!“), der sie freudig als Kampfgefährtin annimmt („Komm, stolze Jungfrau, an mein Herz!“). Beide geloben in einem mitreißenden Duett:
Blickt uns ins feste Auge,

Und sagt, ob Roma fiel?

Mit unsrem letzten Hauche

setzt Gott ihr erst ein Ziel.
Nr. 15
Adriano trifft auf die Vorigen. Er beschwört Irene, sich von Rienzi zu trennen, dessen Untergang kurz bevorstehe. Er selbst merkt, dass er sich von ihr niemals losreißen könnte, selbst wenn sie ihm nicht folgt:
Ha, meine Liebe, ich fühl’ es,

ist Liebe nicht, ist Raserei!
Irene hingegen bleibt gegen alle Bitten taub und weist Adriano zurück. Der bricht zusammen, entschließt sich dann aber, der Geliebten zu folgen („Durch Flammen selbst find’ ich den Weg!“).
Nr. 16
Das Volk, durch den Klerus endgültig gegen Rienzi aufgebracht, stürmt das Kapitol, auf dessen Brüstung Rienzi und Irene erscheinen. Die Plebejer, in Hass gegen den Tribunen entbrannt, werfen den Brand in das Gebäude. Rienzi bleibt furchtlos und unbewegt; mit seinen letzten Worten verflucht er die „treulose Roma“:
Furchtbarer Hohn! Wie! Ist dies Rom?

Elende, unwert dieses Namens!

Der letzte Römer fluchet euch!

Verflucht, vertilgt sei diese Stadt!

Vermodre und verdorre, Rom!

So will es dein entartet Volk.
Das Kapitol geht in Flammen auf. Schließlich stürzt der Mauervorsprung ein, auf dem Rienzi und seine Schwester standen. Sie sterben unter seinen Trümmern, mit ihnen Adriano, der der Geliebten bis hierher nachgeeilt war („Irene! Irene! Auf, durch die Flammen! Ah!“). Vorhang.

## Musik

### Allgemeines

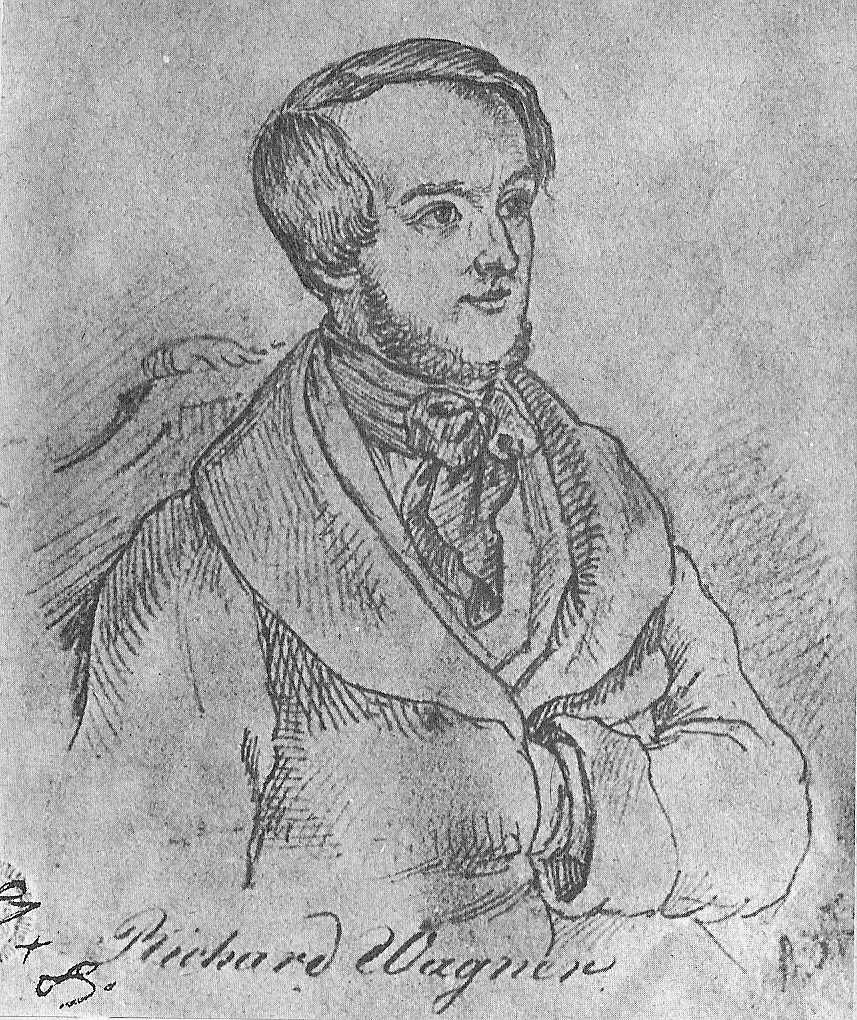
Richard Wagner im Jahr 1842

Der Rienzi steht, im Unterschied zu Wagners späteren Werken, harmonisch und melodisch, aber auch thematisch in der Tradition der französischen Grand opéra mit Potpourri-Ouvertüre und Ballett. Schon die Wahl eines historischen Stoffes zeigt diese Verwandtschaft an. Stilistisch gehört er eindeutig dem pathetischen Genre der 1820er bis 1840er Jahre an, legt im Unterschied zum zeitgenössischen italienischen und französischen Belcanto das Gewicht jedoch mehr auf die Orchesterstimmen, weniger auf den Sologesang (kaum Koloraturen).
Dennoch zeigt der Rienzi schon viele deutliche Ansätze zur „romantischen Oper“ des mittleren Wagner sowie zum „Musikdrama“ des späteren Wagner, etwa in der Instrumentation (starker Bläserchor) und im unnachahmlich symbiotischen Zusammenwirken von Orchester und Vokalstimmen. In der starken Gewichtung der Orchesterstimmen und in der zunehmenden Behandlung der Vokalstimmen, als seien sie orchestrale Instrumentalstimmen, zeigen sich bereits Spuren von Wagners späterem, reiferem Personalstil in der Rienzi-Partitur, an dessen Ende unter anderem und insbesondere die sogenannte „Orchestermelodie“ sowie die „unendliche Melodie“ im späteren Musikdrama stehen sollte. Untrennbar mit diesen musikalischen Kompositions- und Stilmitteln ist der dramatische Inhalt selbst verbunden: Der Topos des totalen Untergangs (Götterdämmerung) findet sich hier bereits ebenso wie der vom einsamen, übermenschlichen Helden (Der Fliegende Holländer, Lohengrin, Siegfried), den die Welt nicht versteht und der an ihr zugrunde geht.
Hans von Bülow bezeichnete in einem berühmten Bonmot den Rienzi als „Meyerbeers beste Oper“; Egon Voss bemerkt allerdings hierzu, dieser Ausspruch „dürfte sein Entstehen allein der Unkenntnis der Großen Oper und insbesondere Meyerbeers verdanken“. Wagner selbst soll über die musikalische und dramatische Gestalt des Rienzi gesagt haben:

„Die große Oper, mit all ihrer szenischen und musikalischen Pracht, ihrer effektreichen, musikalisch-massenhaften Leidenschaftlichkeit, stand vor mir; und sie nicht etwa bloß nachzuahmen, sondern, mit rückhaltloser Verschwendung, nach allen ihren bisherigen Erscheinungen sie zu überbieten, das wollte mein künstlerischer Ehrgeiz.“

### Besetzung
Orchester: Piccoloflöte, 2 Querflöten, 2 Oboen, 2 Klarinetten in C, 2 Ventilhörner in G, 2 Hörner in D, 2 Fagotte, Serpent, 2 Ventiltrompeten in D, 2 Trompeten in D, 3 Posaunen, Ophikleide, Pauken in D und A, Militärtrommel, Rührtrommel, Triangel, Große Trommel und Becken, Streicher

### Ouvertüre

Das Hauptthema der Rienzi-Ouvertüre. Rechts unten die berühmten Verzierungen (Zweiunddreißigstel-Triolen) in den Streichern

Bekanntester Teil des Rienzi ist sicherlich seine Ouvertüre, die noch heute dem Hörer dank ihrer Verwendung in zeitgeschichtlichen Dokumentationen gut vertraut ist (siehe Adaptionen); die Musikkritikerin Christine Lemke-Matwey etwa nennt sie „einziges Prunkstück der Partitur, bekannt aus Funk und Fernsehen, ein überwältigend süffiges Perpetuum mobile“. Besonders bekannt dürfte wiederum ihre Exposition sein: Eingeleitet von einem Schicksal verkündenden Fanfarenruf, der einmal wiederholt wird, führen die Streicher im Piano das Hauptthema ein: das pathetische Heldenmotiv mit dem aufsteigenden Sextsprung, der absteigenden Kadenz und dem Wiederaufschwung, der auf dem Dominantseptakkord in Quintlage erwartungsvoll stehen bleibt. Besonders eindrucksvoll wirkt diese Passage durch den nuancierten Einsatz von crescendo und decrescendo sowie das starke Vibrato der Streicher.
Nach diesem Haupt- und dem folgenden, eher verhaltenen und langbogigen, Seitensatz steigert sich, unter raffinierten aufsteigenden Figuren aus dem Unterchor, die Dynamik erheblich, bis (nach etwa zwei Minuten) das ganze Orchester, nunmehr im fortissimo, erneut mit dem Hauptthema einsetzt. Hier tauchen nun, jeweils am Ende des (einmal wiederholten) Hauptsatzes, die berühmten Doppelschläge in den Streichern auf, die im achten Takt des Hauptsatzes, über der als Ganze Note gehaltenen Sekunde, entlang der Dominante über zwei Oktaven hinweg crescendierend aufsteigen (jeweils sieben hintereinander). Vor allem diese Figuration wirkt markant und aufreizend, hat einen hohen Wiedererkennungswert und wird von Wagner in späteren Werken mehrmals wieder aufgegriffen, vor allem in der Ouvertüre zum Tannhäuser.

### Motivik
Nach dieser Exposition nimmt die Ouvertüre alle wesentlichen Motive, die im Verlauf der Oper auftreten, vorweg, indem sie sie jeweils kurz „vorstellt“. Zu den berühmtesten unter ihnen gehören der Schlachtruf Santo Spirito Cavaliere! (dt.: „Ritter vom Heiligen Geiste!“) und der Marsch aus dem dritten Akt, zu dessen Ausführung Wagner in der Instrumentation explizit einen militärischen Bläserchor vorsieht. Besonders einprägsam wegen ihrer instrumentalen und dynamischen Pracht und der einfachen, triumphalen Melodik sind daneben die Finali des ersten und dritten Aktes, ferner die zahlreichen Arien, unter ihnen vor allem das Terzett im ersten sowie das Gebet zu Beginn des fünften Aktes.
Franz Liszt hat einige dieser musikalischen Höhepunkte für Klavier bearbeitet.

### Spieldauer
Die durchschnittliche Spieldauer bei heute üblichen erheblichen Kürzungen der Oper liegt bei etwa drei Stunden, wobei der erste und der dritte Akt mit jeweils etwa vierzig Minuten – so viel wie der vierte und fünfte zusammen – ein deutliches Übergewicht haben.

## Werkgeschichte

### Entstehung

Programmzettel zur Uraufführung des Rienzi 1842

Rienzi ist die dritte vollendete Oper Richard Wagners und sein erster musikalischer Erfolg, mit dem er seinen Durchbruch erreichte. Vorher entstanden waren Die Feen (1833, 1888 in München uraufgeführt) und Das Liebesverbot, das Wagner 1836 in Magdeburg ein einziges Mal aufführte.
Die Uraufführung des Rienzi fand am 20. Oktober 1842 am Königlichen Hoftheater in Dresden statt; Solisten waren unter anderem Joseph Tichatschek und Wilhelmine Schröder-Devrient, nachmals die Wagnerinterpretin des 19. Jahrhunderts schlechthin. Sie verlief relativ reibungslos, einige Zugeständnisse an die Zensur ließen sich allerdings nicht vermeiden: So musste die Figur des Kardinals, der Rienzi am Ende „verrät“, für die Uraufführung – das Königreich Sachsen wurde von einer katholischen Dynastie regiert, die Kirche war einflussreich – in Raimondo umbenannt werden. Darüber hinaus war die Oper für damalige Verhältnisse äußerst umfangreich – die Überlänge späterer Wagneropern wurde hier vorweggenommen –, was zu einigen Streichungen, etwa der großen Pantomime im Zweiten Akt, Anlass gab.

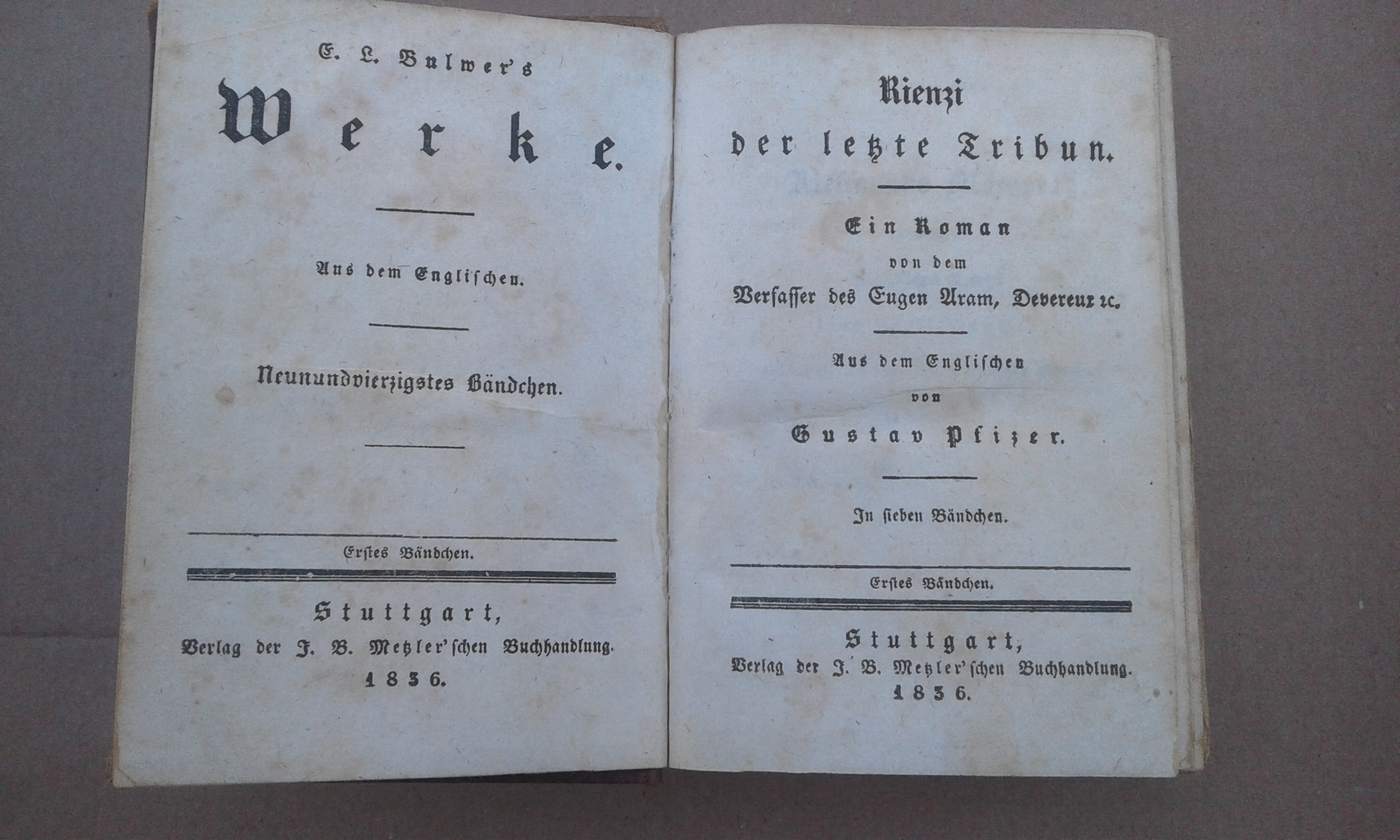
Foto der 1.&2. Titelseite der dt. Ausgabe von Rienzi von 1836

Inhaltlich wurde Wagner durch den Roman Rienzi, or The Last of the Tribunes von Edward Bulwer-Lytton (1835, dt. 1841), musikalisch durch die Oper Fernand Cortez von Gasparo Spontini zur Komposition des Rienzi inspiriert.

### Fortleben
Während des 19. Jahrhunderts wurde die musikalische Gestalt des Rienzi mehrmals umgeändert. Wagner selbst teilte die Oper 1843 in zwei Hälften (Rienzis Größe und Rienzis Fall), da eine komplette Aufführung des mehr als vierstündigen Opus den konzertanten Gepflogenheiten des Biedermeier eklatant widersprach: Man spielte damals in der Regel ohnehin selten ganze Stücke, dagegen meistens buntgemischt einzelne Sätze verschiedener Komponisten; auch das Sitzvermögen des Opernpublikums lässt sich mit dem heutigen Usus, ob in Bayreuth oder andernorts, nicht vergleichen. Folglich schrieb Wagner darüber hinaus noch im selben Jahr eine Einrichtung des Rienzi zu einem Abend. – Ganz anders motiviert waren hingegen die Änderungen seiner Frau Cosima, die die Partitur nach seinem Tode in den 1880er Jahren gemeinsam mit Felix Mottl und zwei anderen Kapellmeistern einer gründlichen Revision unterzog, um sie in Richtung des späteren Wagnerschen Musikdramas umzugestalten. Unter anderem traten Szenen anstelle der Nummern, Arien und Schlüsse wurden gestrafft, um den „italienischen“, belcantohaften Charakter des Werkes, der so wenig den Schöpfer des Rings und des Parsifal verriet, möglichst zu verleugnen. Erst die Neuedition im Rahmen der Richard-Wagner-Gesamtausgabe (1974–1977) stellte die Urfassung wieder her, inkl. jener Passagen, die nur noch in Wagners Kompositionsskizze vorliegen, nicht aber als Partitur.

## Rezeptionsgeschichte

### Stellung im Werkkanon
Wagner selbst tat die Oper schon bald nach ihrer Entstehung als „Jugendsünde“ ab und nannte sie einen „Schreihals“, während andererseits der Musikkritiker Eduard Hanslick, nachmals Wagners größter Gegner, ausgerechnet dem Rienzi mit besonderer Wertschätzung begegnete. In Bayreuth wollte Wagner nur die zehn Opern seiner reifen Zeit, vom Holländer bis zum Parsifal, aufgeführt wissen. Theodor W. Adorno sah dagegen, trotz der Selbstverleugnung durch den Komponisten, in der pathetischen Geste und der bisweilen bombastischen, fatalistischen Tragik des Rienzi viele wesentliche Elemente des späteren Wagner bereits angelegt:

„Leubald und die Feen, Liebesverbot und Rienzi sind vom Schlage jener Stücke, von denen Gymnasiasten in Wachstuchhefte den Titel, das Personenverzeichnis und die Überschrift ‚Erster Akt‘ zu schreiben pflegen. Wird eingewandt, derlei Anfänge seien, zumal bei Dramatikern, allgemein, so ist zu entgegnen, daß Wagner das Kolossalformat solcher Produkte so gut wie die Kostümträume der Liebhabertheater sein Leben lang festhielt: wie er denn schon in frühesten Jahren Entwürfe, von denen die anderen nur die Überschriften ausgeführt hätten, tatsächlich vollendete. Treue zum Kindertraum und Infantilität verwirren sich in seinem oeuvre.“

### Zeit des Nationalsozialismus
Rienzi war die Lieblingsoper Adolf Hitlers. Zu Winifred Wagner, Leiterin der Bayreuther Festspiele und Freundin Hitlers, soll er über eine Aufführung des Rienzi, die er als Jugendlicher in Linz erlebt hatte, gesagt haben: „In jener Stunde begann es!“ Zu seinem 50. Geburtstag 1939 wurde ihm, mit vier anderen Autographen, die Originalpartitur der Oper geschenkt, die einst König Ludwig II. von Bayern gehört hatte. Dementsprechend wurde die Oper im Dritten Reich gern gespielt, wie ein Tagebucheintrag (11. Mai 1936) von Joseph Goebbels belegt:

„München: […] Festliche Eröffnung der Reichstheaterfestwoche. ‚Rienzi.‘ Große Repräsentation. Führer da. Glanzvolle Aufführung. Gesanglich nicht überragend, aber gut und solide vorbereitet. Wunderbare Regie. Guter Auftakt!“

Dass der Rienzi in der NS-Propaganda schon früh einen festen Platz behauptete, bestätigt auch ein Artikel über den Reichsparteitag von 1929 in Nürnberg, den Hitler selbst für die Parteizeitung Illustrierter Beobachter schrieb:

„Der Himmel ist schwarz. Das Stadion bereits überfüllt. Es mögen innen und außen sicher über hunderttausend Menschen sein, die aufhorchen, als die Riesenmusik, von unzähligen Fackeln begleitet, das weite Rund betritt. Nach einer prachtvoll gespielten Ouvertüre zu ‚Rienzi‘ folgen Märsche, und endlich beginnt das große Schlachtenfeuerwerk.“

Über das innere Verhältnis Hitlers zu Wagner und seinem Rienzi hat Joachim Fest folgende Betrachtung angestellt:

„Der Ruhm jedenfalls, den er sein Leben lang gesucht hatte, war niemals nur der eines Staatsmanns gewesen, des Herrschers über einen autoritären Wohlfahrtsstaat oder der des großen Feldherrn. Für jede dieser Rollen war, neben vielem anderen, zuviel Wagner und zuviel Untergangsverlangen in ihm. Als Halbwüchsiger hatte er im Stehparkett der Linzer Oper erstmals einer Aufführung des ‚Rienzi‘ beigewohnt, der Geschichte eines spätmittelalterlichen Empörers und Volkstribunen, der am tragischen Unverständnis der Welt zerbricht und schließlich Tod und Selbstvernichtung wählt. ‚In jener Stunde begann es!‘ hat er noch Jahrzehnte später glücklich bekannt.“

Das Autograph der Partitur ist seit dem Zweiten Weltkrieg verschollen, Hitler soll es in den Bunker im Garten der Alten Reichskanzlei mitgenommen haben.

### Heute
Wegen der Vorliebe Hitlers für diese Oper galt der Rienzi nach dem Zweiten Weltkrieg als protofaschistisch und wurde kaum mehr aufgeführt. Mittlerweile erwacht aber neues Interesse an der Oper: Sowohl Katharina Wagner als auch Eva Wagner-Pasquier erklärten im Jahr 2008, sie in den Bayreuther Kanon aufnehmen und damit das überkommene, jahrzehntelang gleich gebliebene Repertoire auffrischen zu wollen.
Der Musikwissenschaftler Egon Voss kam 1983 über den Rienzi zu folgendem Resümee:
„So gelang Wagner mit dem Rienzi erstmals ein Werk eigener Prägung […] Erstmals ist das spezifisch Wagnersche Idiom hörbar, das in Werken wie Die Feen und Das Liebesverbot weitgehend fehlt. Dennoch: Wagners Rienzi ist über weite Strecken eher eine italienische als eine deutsche Oper; Wagners Vorliebe und Begeisterung für Bellini hat sich keiner seiner Partituren so eingeprägt wie dem Rienzi […] Gerade diese Wagnersche Italianità, die ja auch noch den Fliegenden Holländer und den Tannhäuser in auffallender Weise auszeichnet, ist die Stärke der Partitur.“
Anlässlich des Wagner-Jubiläums 2013 führten die Salzburger Festspiele das Werk in der Felsenreitschule konzertant auf. Gewählt wurde die Fassung für zwei Abende – Rienzis Größe und Rienzis Fall – unter Verwendung auch der zweiten Ouvertüre. Unter Leitung von Philippe Jordan spielte das Gustav Mahler Jugendorchester, es sangen Benjamin Bernheim, Sophie Koch, Emily Magee, Christopher Ventris, Georg Zeppenfeld und der Wiener Staatsopernchor. Das Publikum jubelte, die Kritik lobte.

## Adaptionen
Ein Ausschnitt aus der Ouvertüre zu Rienzi ist als die markante Abspannmelodie von Spiegel-TV-Reportagen zu hören. Auch in Reportagen über die Zeit des Nationalsozialismus, insbesondere über Hitler persönlich, dient die Melodie als beliebtes musikalisches Hintergrundmotiv.
Eine Verballhornung bekannter Rienzi-Motive (meist aus der Ouvertüre) kommt in Helmut Dietls Film Schtonk! (1992) als Hintergrundmusik vor.

## Ausgaben

### Partitur
- Richard Wagner: Rienzi, der Letzte der Tribunen. Große tragische Oper in 5 Akten. Hrsg. Reinhard Strohm und Egon Voss. Schott, Mainz 1974–1977. (= Sämtliche Werke. Begründet von Carl Dahlhaus. Band 3, Teil 1–4).

### Klavierauszug
- Richard Wagner: Rienzi, der Letzte der Tribunen. Große tragische Oper in 5 Akten. Fürstner, Berlin 1910.

### Libretto
- Richard Wagner: Rienzi. Der letzte der Tribunen. Hrsg. Egon Voss. Reclam, Stuttgart 1983, ISBN 3-15-005645-4. (Text und Kommentar).

## Aufnahmen (Auswahl)
- Rienzi, mit Günther Treptow, Trude Eipperle, Erna Schlüter, Sinfonieorchester des Hessischen Rundfunks, Leitung: Winfried Zillig. 1950, Wiederveröffentlichung bei Membran Music, Documents 2005.
- Rienzi, mit René Kollo, Siv Wennberg, Janis Martin, Theo Adam, Leipziger Rundfunkchor, Chor der Staatsoper Dresden, Staatskapelle Dresden; Leitung: Heinrich Hollreiser. EMI 1976 (Aufgenommen VIII-IX. 1974 und II, IV. 1976).
- Rienzi mit René Kollo, Cheryl Studer und John Janssen, Chor der Bayerischen Staatsoper; Bayerisches Staatsorchester; Leitung: Wolfgang Sawallisch. Orfeo 1995 (Mitschnitt der Münchner Opernfestspiele vom 6. Juli 1983).